# Plaça Major de Palafolls
La Plaça Major de Palafolls és una plaça pública de Palafolls (Maresme) inclosa a l'Inventari del Patrimoni Arquitectònic de Catalunya.

## Descripció
La Plaça Major està situada al barri de les Ferreries, on convergeixen el Camí Vell de Sant Genís de Palafolls, el carrer Major i, els antigament nomenats, Carrer de Dalt, del Mig i de Baix. La major part de cases són de planta baixa i pis separades per una eixida. La plaça, reformada el 1988, consta d'una zona al davant de l'Ajuntament per a ús dels vianants amb un antic safareig - originari dels afores de la població- amb sortidors d'aigua que serveis de font.
Dins d'aquesta reforma del 1988 també es va restaurar l'Ajuntament deixant la pedra vista.